# Aphis ramona
Aphis ramona är en insektsart som beskrevs av Joseph Swain 1918. Aphis ramona ingår i släktet Aphis och familjen långrörsbladlöss. Inga underarter finns listade i Catalogue of Life.